# Edgar Stiller
Edgar Stiller (ur. 1904, zm. ?) – zbrodniarz nazistowski, członek załogi niemieckiego obozu koncentracyjnego Dachau i SS-Obersturmführer.
Obywatel austriacki. Z zawodu policjant. Członek NSDAP (od 1933) i SS (od 1938). Służbę w kompleksie obozowym Dachau pełnił od 1 stycznia 1941 roku do wyzwolenia obozu. Do 1942 pełnił służbę w komendanturze, następnie był oficerem odpowiedzialnym za sprawy socjalne załogi do kwietnia 1945 roku. Pod koniec wojny kierował również specjalnym komandem więźniów w obozowym areszcie. Brał udział w ewakuacji obozu i w przynajmniej jednej egzekucji.
W procesie członków załogi Dachau (US vs. Edgar Stiller i inni), który miał miejsce w dniach 18–24 marca 1947 roku przed amerykańskim Trybunałem Wojskowym w Dachau został skazany na 7 lat pozbawienia wolności za torturowanie podległych mu więźniów.